# 옹진역
옹진역(甕津驛)은 조선민주주의인민공화국 황해남도 옹진군 옹진읍에 있는 옹진의 철도역이다.